# 柔毛箬竹
柔毛箬竹（学名：Indocalamus guangdongensis var. mollis）为禾本科箬竹属下的一个变种。